# Arctic Race of Norway
Arctic Race of Norway je každoroční etapový cyklistický závod konaný na severu Norska. První ročník se konal od 8. do 11. srpna 2013. Organizátory jsou Amaury Sport Organisation (ASO) a Arctic Race of Norway (AS).
Závod byl do roku 2019 součástí UCI Europe Tour. První 2 ročníky se konaly na úrovni 2.1. Od roku 2015 je závod hodnocen jako 2.HC. V roce 2020 musel být závod zrušen kvůli pandemii covidu-19. Od roku 2020 se závod stal součástí UCI ProSeries.

## Seznam vítězů
| Rok  | Země                               | Jezdec                             | Tým                                |
| ---- | ---------------------------------- | ---------------------------------- | ---------------------------------- |
| 2013 | Norsko                             | Thor Hushovd                       | BMC Racing Team                    |
| 2014 | Nizozemsko                         | Steven Kruijswijk                  | Belkin Pro Cycling                 |
| 2015 | Estonsko                           | Rein Taaramäe                      | Astana                             |
| 2016 | Itálie                             | Gianni Moscon                      | Team Sky                           |
| 2017 | Belgie                             | Dylan Teuns                        | BMC Racing Team                    |
| 2018 | Rusko                              | Sergej Černetský                   | Astana                             |
| 2019 | Kazachstán                         | Alexej Lucenko                     | Astana                             |
| 2020 | Nejelo se kvůli pandemii covidu-19 | Nejelo se kvůli pandemii covidu-19 | Nejelo se kvůli pandemii covidu-19 |
| 2021 | Belgie                             | Ben Hermans                        | Israel Start-Up Nation             |
| 2022 | Norsko                             | Andreas Leknessund                 | Team DSM                           |
| 2023 | Spojené království                 | Stephen Williams                   | Israel–Premier Tech                |
| 2024 | Dánsko                             | Magnus Cort                        | Uno-X Mobility                     |